# JC Sanford
John C. „JC“ Sanford (* um 1970 in Minnesota) ist ein US-amerikanischer Jazzmusiker (Posaune, Arrangement, Komposition).

## Leben und Wirken
Sanford studierte zunächst an der University of Northern Iowa, in dessen Studentenorchester er spielte (Come Fly with Us, 1993). Anschließend erwarb er den Master am New England Conservatory of Music, wo er im Jazzstudiengang bei Bob Brookmeyer studierte und die NEC Little Big Band dirigierte. Ab den 2000er-Jahren arbeitete er in New York u. a. mit Christopher Jentsch Group Large und dem John Hollenbeck Large Ensemble, das er dirigierte; außerdem leitete er die Formation Sound Assembly, an dessen Album Edge of the Mind (2005) Musiker wie Alan Ferber und John Hollenbeck mitwirkten.
Seit seiner Rückkehr nach Minnesota mit seiner Familie im Jahr 2016 ist Sanford als Posaunist in den Twin Cities u. a. mit Chris Bates, Davu Seru, Babatunde Lea, Zacc Harris, Dave Hagedorn und Laura Caviani aufgetreten. Auch ist er musikalischer Leiter des JazzMN Orchestra. Bei Whirlwind Recordings veröffentlichte er das Bigband-Album Views from the Inside (2014), das mit einem Aufnahmestipendium des Aaron Copland Fund entstand und international Anerkennung fand; in seinemJC Sanford Orchestra spielten dabei John Bailey, Matt Holman, Jeff Nelson, Kenny Berger, Jacob Garchik, Meg Okura und Satoshi Takeishi. In den folgenden Jahren war er u. a. an Aufnahmen des Andrew Rathbun Large Ensemble, des Frank Carlberg Large Ensemble und des Brian Landrus Orchestra beteiligt. Des Weiteren war er Gastdirigent der NDR-Bigband.
Sanford veröffentlichte nun auch eigene Werke in Combobesetzung, so die Quartettalben Can You Believe It? (2016) und Keratoconus (2019), bei denen er auch deutlich als Posaunist hervortrat, und für sein Bläsertrio Triocracy (Pyramid Scheme, 2019). Mit zwei konventionelleren Triobesetzungen nahm er 2021/22 die Alben Imminent Standards Trio, Vol. 1/2 auf, gefolgt von dem weiteren Trioalbum New Past, mit dem Pianisten Michael Cain und dem Bassisten Anthony Cox. Im Bereich des Jazz war er laut Tom Lord zwischen 1993 und 2022 an 15 Aufnahmesessions beteiligt.
Sanford gehörte fünf Jahre lang zum BMI Jazz Composers’ Workshop unter der Leitung von Jim McNeely und Mike Abene. Er ist Gründungsmitglied der Komponistenvereinigung Pulse (mit Darcy James Argue und Joseph C. Phillips, Jr.). Seine Werke wurden von John Abercrombie, Lew Soloff, Dave Liebman/Brussels Jazz Orchestra, Danilo Pérez und einer Reihe von Universitäts- und High-School-Bands in den Vereinigten Staaten aufgeführt. Zusammen mit seiner Frau Asuka Kakitani, dem Trompeter Adam Meckler und dem Saxophonisten Aaron Hedenstrom war er Mitbegründer des Twin Cities Jazz Composers' Workshop.
Sanford lehrte an der Long Island University und am Center for Preparatory Studies am Queens College; dann war er als Gastprofessor für Jazz am St. Olaf College und Professor für tiefes Blech am Carleton College tätig. Außerdem ist er Blog-Kurator der International Society of Jazz Arrangers and Composers (ISJAC).

## Förderstipendien
Sanford erhielt 2018 ein McKnight Composer Fellowship, 2019 ein MN State Arts Board Artist Initiative Grant für die Aufnahme seines Quartetts, 2021 und 2022 Creative Support Grants für die Aufnahme seines Imminent Standards Trios.

## Diskographische Hinweise
- Imminent Standards Trio, Vol. 1 (Shifting Paradigm), mit Jeff Bailey (Bass), Phil Hey (Schlagzeug)
- Imminent Standards Trio, Vol. 2 (Shifting Paradigm), mit  Charlie Lincoln (Bass), Abinnet Berhanu (Schlagzeug)